# Дышленко, Юрий Иванович
Юрий Иванович Дышленко (1936, Новосибирск — 31 января 1995, Нью-Йорк) — российский художник, одна из ключевых фигур ленинградской неофициальной живописи.

## Биография
Родился в 1936 году в Новосибирске. Отец, Иван Фёдорович Дышленко, преподавал в школе рисование и черчение. Мать, Надежда Ивановна Повидайко — учитель русского языка и литературы. Семья часто переезжала из города в город. Отец погиб в 1942 году под Сталинградом в звании лейтенанта и должности заместителя командира роты.
После войны семья переехала в Таганрог, где Дышленко с золотой медалью окончил среднюю школу № 2 им. А. П. Чехова. Затем он окончил Ленинградский политехнический институт и в 1962 году — постановочный факультет Ленинградского института театра, музыки и кинематографии (мастерская Н. Акимова).
Работал оформителем спектаклей, иллюстратором. Декорации к спектаклю «Жаворонок» по пьесе Жана Ануя в акимовском Театре комедии (1962), выполненные в почти беспредметной манере, вызвали ажиотаж на грани скандала. Состоял в Ленинградском горкоме художников книги, графики и плаката. С 1970-х годов занимался живописью, разрабатывая изображение на грани абстракции и фигуративности (серия «Характеры», 1973). Участвовал в выставках неофициальных художников в ДК им. И. Газа (1974), ДК «Невский» (1975) и ДК им. С. Орджоникидзе (1974), был членом Товарищества экспериментальных выставок.
Первая персональная выставка Дышленко состоялась в Нью-Йорке в 1988 году в галерее Филлис Кайнд.
Работы Дышленко представлялись на крупнейших арт-аукционах Сотбис, Филлипс де Пюри.
В 1989 году эмигрировал в США. Умер 31 января 1995 года в Нью-Йорке.

## Работы находятся в собраниях
- Государственный Русский музей, Санкт-Петербург.
- Новый музей, Санкт-Петербург.
- Музей Людвига, Германия.
- Музей Циммерли университета Ратгерса, Нью-Брансуик, Нью-Джерси, США.
- Галерея Владимира Михайлова, Санкт-Петербург.
- Галерея Филлис Кайнд, Нью-Йорк, США.

## Цитаты
- «Умница, элегантный фанатик с запавшими щеками, внешне он был похож на Дон-Кихота — острый, худой как щепка, с картинной и нарочито старомодной эспаньолкой. От большинства питерских авангардистов Дышленко отличала абсолютная, лихорадочная открытость новейшим художественным течениям, взгляд интеллектуала и выученика структуралистов, полное отсутствие того „постсезаннистского снобизма“, печатью которого отмечено большинство полотен, созданных в рамках ленинградского андеграунда. Он казался белой вороной в Ленинграде, но не нашел общего языка и с московскими концептуалистами. Его художественный проект был шире и глобальнее, чем соц-арт, набиравший силу в 70-е годы. Ему претила тотальная эксплуатация советских клише, он искал более универсального контекста»[1] — Виктор Кривулин, 1995.

## Семья
- Дышленко, Борис Иванович (1941—2015) — брат, писатель, прозаик, художник.